# Młynickie Solisko
Młynickie Solisko (słow. Mlynické Solisko, niem. Südostgipfel des Csorbaer Solisko, węg. Csorbai-Szoliszkó délkeleti orom) – szczyt o wysokości ok. 2301 m n.p.m. znajdujący się w Grani Soliska w słowackiej części Tatr Wysokich. Od Szczyrbskiego Soliska oddziela go przełęcz Niska Ławka, a od Skrajnego Soliska dwusiodłowa Smrekowicka Przełęcz. Podobnie jak inne sąsiednie obiekty, wierzchołek Młynickiego Soliska jest wyłączony z ruchu turystycznego i nie prowadzą na nie żadne znakowane szlaki turystyczne.
Młynickie Solisko było niegdyś uważane za niższy, południowo-wschodni wierzchołek sąsiedniego Szczyrbskiego Soliska (juhovýchodný vrchol Štrbského Soliska). Potem uznano je za samodzielny obiekt i nadano odrębne nazewnictwo.
Młynickie Solisko było odwiedzane już przed podanym poniżej pierwszym zarejestrowanym letnim wejściem turystycznym. W celach pomiarowych wchodzili na jego wierzchołek kartografowie, prawdopodobne jest też, że odwiedzali je wcześniej nawet turyści. Powodem tego była łatwa dostępność wierzchołka od strony równie łatwo osiągalnej Smrekowickiej Przełęczy.

## Historia
Pierwsze zarejestrowane wejścia turystyczne:
- Günter Oskar Dyhrenfurth i Hermann Rumpelt, 3 czerwca 1906 r. – letnie
- Gyula Hefty i Lajos Rokfalusy, 25 marca 1913 r. – zimowe.